# Kanton Pleyben
Der Kanton Pleyben war bis 2015 ein französischer Wahlkreis im Arrondissement Châteaulin, im Département Finistère und in der Region Bretagne; sein Hauptort war Pleyben.

## Gemeinden
Der Kanton umfasste zehn Gemeinden:
| Gemeinde           | Bretonisch      | Einwohner (2022) | Fläche (km²) | Code postal | Code Insee |
| ------------------ | --------------- | ---------------- | ------------ | ----------- | ---------- |
| Brasparts          | Brasparzh       | 1.055            | 46.69        | 29190       | 29016      |
| Brennilis          | Brenniliz       | 447              | 18.69        | 29690       | 29018      |
| Gouézec            | Gouezeg         | 1.115            | 30.94        | 29190       | 29062      |
| Lannédern          | Lannedern       | 321              | 12.43        | 29190       | 29115      |
| Le Cloître-Pleyben | Kloastr-Pleiben | 508              | 20.42        | 29190       | 29033      |
| Lennon             | Lennon          | 801              | 22.94        | 29190       | 29123      |
| Loqueffret         | Lokeored        | 338              | 27.40        | 29530       | 29141      |
| Lothey             | Lothei          | 444              | 13.48        | 29190       | 29142      |
| Pleyben            | Pleiben         | 3.649            | 76.04        | 29190       | 29162      |
| Saint-Rivoal       | Sant-Riwal      | 220              | 18.69        | 29190       | 29261      |
| Kanton             | Pleiben         | 9030             | 287.72       | -           | 2925       |

## Bevölkerungsentwicklung
| 1962   | 1968   | 1975 | 1982 | 1990 | 1999 | 2006 | 2012 |
| ------ | ------ | ---- | ---- | ---- | ---- | ---- | ---- |
| 11.416 | 10.760 | 9397 | 8972 | 8536 | 8352 | 8727 | 9030 |